# هامبتون بورغ (نيويورك)
هامبتون بورغ (بالإنجليزية: Hamptonburgh, New York)‏ هي بلدة أمريكية تقع في الولايات المتحدة في مقاطعة أورانج، نيويورك. يقدر عدد سكانها بـ 5,561 نسمة ومساحتها 69.8 كم2 وترتفع عن سطح البحر 117 متر.